# Рыльков, Олег Викторович
Оле́г Викторович Рылько́в (род. 21 декабря 1966, Зеленодольск, Татарская АССР, РСФСР, СССР) — российский серийный убийца, грабитель, насильник и педофил. В 1992—1997 годах изнасиловал около 40 несовершеннолетних девочек и убил 12 человек в городе Тольятти и селе Борском Самарской области.

## Биография

### Детство и юность
Олег Рыльков родился 21 декабря 1966 года в Зеленодольске. После окончания школы Рыльков в 1985 году был призван в ряды Советской армии. Отслужив, он освоил профессию жестянщика, переехал в город Тольятти и устроился жестянщиком на автомобилестроительном заводе «АвтоВАЗ», где характеризовался крайне положительно. В 1988 году Олег женился на девушке по имени Екатерина, в браке с которой у него в 1989 году родилась дочь. В этот период Рыльков начинает демонстрировать патологически повышенное половое влечение и половую активность, вследствие чего стал увлекаться просмотром и коллекционированием фото и видеоматериалов эротического содержания.

### Преступления
С 1990—1991 годов Рыльков систематически грабил квартиры. В 1991 году он увидел девочку около 9 лет, которая гуляла с собакой. Рыльков проследовал за ней и ворвался в квартиру, затем раздел девочку, но не изнасиловал её, а лишь потрогал её половые органы, а затем сбежал. Через некоторое время он начал испытывать навязчивые идеи о сексуальном насилии над детьми, и постепенно ограбления квартир стали отходить на второй план. В 1992—1995 годах Рыльков совершил серию изнасилований девочек в возрасте от 6 до 13 лет. Пользуясь отсутствием взрослых, маньяк проникал в квартиры своих жертв (потерпевшие рассказывали, что Рыльков стучал в двери, просил попить воды, позвонить по телефону или вызвать скорую помощь, насиловал их, грабил квартиры).
В августе 1993 года Рыльков совершил первое убийство: вечером познакомился с местной жительницей возле жилого дома по улице Карла Маркса и отправился с ней распивать спиртное в микрорайон «Портпосёлок» на берегу Волги. Там же он предложил потерпевшей вступить с ним в интимную связь, но получил отказ. Тогда Рыльков девять раз ударил женщину, затем повалил её на землю, с силой сдавил её шею ногой и задушил её. После этого волоком оттащил тело в реку и скрылся с места происшествия.
В январе 1994 года Рыльков в поисках очередной жертвы обнаружил в подъезде многоквартирного жилого дома по улице Мира в Тольятти открытую входную дверь в квартиру, проник в неё и увидел спящую на диване в гостиной женщину. После этого нашёл на кухне бельевую верёвку и нарезал из неё жгуты, чтобы связать руки и ноги потерпевшей. Однако женщина проснулась и стала сопротивляться. Тогда под угрозой ножа накинул на шею жертвы фрагмент верёвки, минимум десять раз ударил её руками и ногами по жизненно важным органам и три раза ранил ножом в шею. Женщина скончалась, Рыльков похитил деньги погибшей и покинул квартиру.
Ещё одно преступление было совершено весной 1994 года. Рыльков попытался поговорить на улице с несовершеннолетней девочкой, которая обратилась к нему с вопросом. Это заметила проходившая мимо женщина. Она помешала Рылькову совершить преступление. После этого он палкой разбил окно в квартире указанной женщины, проник к ней в дом, несколько раз ударил её и повалил на пол. Жертва сопротивлялась, но Рыльков той же палкой сдавил её шею, и она умерла.
В августе 1994 года совершил убийство несовершеннолетней девушки.
В июле 1995 года Рылькова на улице избили несколько парней. У него была сломана челюсть и рваная рана кожных покровов головы. После этого инцидента Олег впал в состояние психологического дискомфорта, стал раздражителен и начал регулярно употреблять спиртные напитки. В декабре 1995 года Рыльков избил жену и совершил с ней насильственный половой акт, однако она не заявила об этом в милицию. Начиная с апреля 1996 года, Олег Рыльков совершил подобное ещё 5 раз, после чего его жена подала на развод и рассказала о его поведении его родителям.
7 февраля 1996 года Рыльков совершил убийство 7-летнего Руслана Ткачёва. Он легко вошёл в доверие к мальчику, увёл с собой и зверски убил в районе Портпосёлка, нанеся ему в общей сложности несколько десятков ножевых ранений. Затем Рыльков отрезал мальчику половые органы, уши, язык, вырезал глаза. 
Вскоре Рыльков был задержан милицией за отсутствие документов и пребывание в нетрезвом виде. Через трое суток, после установления его личности, он был выпущен на свободу. Впоследствии Рыльков совершил несколько десятков изнасилований, 2 из которых закончились зверскими убийствами. Так, Рыльков совершил нападение на квартиру, в которой находились несовершеннолетние брат и сестра — Наталья Иванова и Олег Поляков. Брату чудом удалось спастись, а его сестра была убита топором.
20 июля 1996 года Рыльков совершил очередное убийство девочки. Жертвой стала дочь его знакомых Полина Паркова. Тело было обнаружено в заброшенном бункере на территории воинской части. Убийца буквально растерзал ребёнка. На сей раз нашлись свидетели, которые видели его вместе с девочкой на улице Тополиной в Тольятти. Был составлен фоторобот убийцы. К вечеру его опознали как Олега Рылькова. Через несколько дней милицейский патруль при попытке сбыта фальшивой купюры задержал Рылькова, который назвался по имени своего приятеля — некоего Ященко. С него взяли подписку о невыезде и отпустили. Когда через несколько дней Ященко вызвали в прокуратуру по повестке, он явился, и благодаря этому, подлог раскрылся. По показаниям Ященко, его товарищ собирался поехать в Новокузнецк.
В то время в Новокузнецке орудовал другой маньяк, почерк преступлений которого был похож на Рылькова. Рылькова заподозрили также и в причастности к убийствам детей в этом городе. Через телевидение и газеты в Новокузнецк были переданы имя и данные Рылькова. Следственная группа, работавшая по делу «Новокузнецкого потрошителя», безуспешно искала Рылькова. Как выяснилось, он никуда не уезжал и к новокузнецким убийствам был непричастен. Впоследствии выяснилось, что маньяком был местный житель Александр Спесивцев.
В 1997 году жертвами Рылькова стали 40-летняя Мосфира Сабриулина, приютившая его на своей даче, которую он убил ударами топора, и 8-летняя девочка, убитая в селе Борское.

### Арест, следствие и суд
Рыльков был вскоре арестован в Тольятти и признался в некоторых преступлениях. На вопрос, что испытывал во время убийств, он ответил: «Как это ни кощунственно звучит, но что-то такое… высшее наслаждение, что ли».
Судебный процесс над Олегом Рыльковым начался 21 апреля 1998 года и продлился два месяца. Стороной обвинения в качестве свидетелей обвинения были вызваны несколько десятков человек. Большую часть судебного процесса Рылькову удавалось сохранять спокойствие и хладнокровие, но тем не менее он дважды потерял самообладание и разрыдался. В первом случае во время дачи показаний его бывшей жены и упоминания о дочери, во втором случае во время дачи показаний его матери, которая на одном из судебных заседаний заявила, что отрекается от сына из-за тяжести совершённых им преступлений. У Рылькова за время процесса сменилось 3 адвоката, незадолго до вынесения окончательного вердикта он подал ходатайство о замене четвёртого по счёту адвоката, ссылаясь на его некомпетентность, но ему было отказано. 16 июня 1998 года Рыльков был признан виновным по всем инкриминируемым ему обвинениям, в том числе в 3 убийствах. В качестве последнего слова он произнёс следующее:
Мне, в принципе, нечего сказать, а просто сотрясать воздух я не хочу. Бог ли мне судья, чёрт или дьявол — можно говорить до бесконечности.
После чего суд по совокупности доказанных преступлений приговорил его к смертной казни. Однако из-за введения моратория она впоследствии была заменена на пожизненное лишение свободы. Верховный суд России оставил приговор без изменения.

### В заключении
После вынесения приговора Олег Рыльков был этапирован для отбытия наказания в тюрьму «Чёрный дельфин».
Рыльков очень негативно отзывался об условиях содержания:
Это бесовщина, чертовщина. Как хотите, называйте.
В январе 2012 года его посетили журналисты, которым он заявил:
Если бы мне предложили выполнить три моих желания, я бы попросил, во-первых, выйти на свободу, хотя бы перед смертью, во-вторых, всех человеческих благ и счастья моим родным и близким, матери и особенно дочке. Третьего желания у меня нет. Я верующий человек и боюсь в конечном итоге оказаться непрощённым. Бог милосердный, а вдруг не простит.

### Дальнейшие признания
Отсидев чуть больше года, Рыльков сознался в убийстве Руслана Ткачёва. В июне 2000 года он был приговорён к 15 годам лишения свободы, но поскольку ему уже было назначено пожизненное лишение свободы, приговор остался тем же.
В начале 2012 года Рыльков признался, что вечером 27 мая 1994 года на чердаке одного из домов на бульваре Орджоникидзе изнасиловал 12-летнюю жительницу Тольятти. Осенью того же года тольяттинские полицейские сообщили о раскрытии изнасилования несовершеннолетней, совершённого более 18 лет назад в лифте дома на улице Свердлова, 68, в котором тоже признался Рыльков.
В 2013 году Рыльков сознался в убийстве в 1993 году 45-летней женщины, труп которой с множественными ножевыми ранениями груди был обнаружен в лесу у санатория «Прилесье». Однако в Следственном комитете сообщили, что эта информация не подтвердилась, и материалы отправлены обратно в полицию.
В феврале 2019 года Рыльков признался в совершении 4 убийств на территории Тольятти, вследствие чего он покинул колонию «Чёрный Дельфин» и был этапирован в Самарскую область для работы на месте событий и проведения следственных экспериментов, которые были проведены в течение весны и лета того же года.
В 2019 году Олег Рыльков подал ходатайство об освобождении по состоянию здоровья и был переведён в СИЗО в Сызрани. Первое заседание по рассмотрению ходатайства состоялось 10 июля, второе — 26 июля. В освобождении маньяку было отказано.
В декабре 2019 года Рыльков спустя 21 год вернулся в Тольятти, где в Автозаводском районном суде в 2020 году состоялся суд по обвинению Олега Рылькова в совершении убийств 15-летней девушки, убитой в августе 1994 года, и по обвинению в убийстве 8-летней девочки, убитой в июне 1997 года в селе Борское. 10 июня 2020 года Автозаводской суд г. Тольятти приговорил Рылькова к 19 годам лишения свободы за два преступления, в совершении которых он сознался. С учётом предыдущей судимости ему назначено окончательное наказание в виде пожизненного лишения свободы с отбыванием в колонии особого режима.
В 2021 году Рыльков признался ещё в 2 убийствах. Следствию предстояло подтвердить или опровергнуть его причастность.
Всего Рылькову были предъявлены обвинения ещё в 6 убийствах, совершённых в 1993–1994 годах. В 2022 году он был признан виновным и приговорён ещё к 10 годам лишения свободы, которые поглотил пожизненный срок. Таким образом, в общей сложности доказано совершение Рыльковым 12 убийств.

## В массовой культуре
- Рыльков упоминается и показан в документальном фильме «Сибирский потрошитель» из цикла «Криминальная Россия» (2000), посвящённом расследованию убийств, которые совершил Александр Спесивцев
- Документальный фильм «Приговорённые в „Чёрный дельфин“» из цикла «Приговорённые пожизненно» (2008)
- Документальный фильм «Чёрный дельфин» из цикла «В час пик» (2008)
- Документальный фильм «Исповедь маньяка» из цикла «Детективные истории» (2009)
- Документальный фильм «Маньяки из Чёрного дельфина» из цикла «Пожизненно лишённые свободы» (2010)
- Упоминается в документальном фильме «Белгородский стрелок» из цикла «Специальный репортаж» (2013)